# ال فرگوسن
اَل فرگوسن (انگلیسی: Al Ferguson؛ ‏ ۱۹ آوریل ۱۸۸۸ – ۴ دسامبر ۱۹۷۱) بازیگر آمریکایی ایرلندی‌الاصل بود.
از فیلم‌ها یا برنامه‌های تلویزیونی که وی در آن نقش داشته است، می‌توان به چالشی برای لسی، ماری آنتوانت، فلش گوردون، تارزان نیرومند و تارزان ملقب به ببر اشاره کرد.